# Kursk (K-141)
K-141 Kursk là một tàu ngầm hạt nhân mang tên lửa hành trình lớp Oscar-II của Hải quân Nga, đã gặp sự cố thảm khốc khi nó chìm tại Biển Barents ngày 12 tháng 8 năm 2000. Kursk, tên đầy đủ Атомная подводная лодка "Курск" [АПЛ "Курск"] trong tiếng Nga, là một Project 949A Антей (Antey, Antaeus nhưng cũng được biết theo tên hiệu NATO cho Oscar). Nó được đặt theo tên thành phố Kursk của Nga, nơi đã diễn ra trận đấu tăng lớn nhất trong lịch sử quân sự, Trận Kursk, diễn ra năm 1943. Là một trong những chiếc tàu đầu tiên được hoàn thành sau sự sụp đổ của Liên Xô, nó được biên chế vào Hạm đội Biển Bắc của Hải quân Nga.

## Bối cảnh
Công việc đóng tàu Kursk bắt đầu năm 1990 tại Severodvinsk, gần Arkhangelsk. Được hạ thủy năm 1994, tháng 12 năm ấy nó được biên chế. Đây là chiếc tàu gần áp chót của lớp tàu ngầm Oscar-II được thiết kế và thông qua ở thời Xô viết. Với chiều dài 154m và cao bốn tầng, nó là chiếc tàu ngầm tấn công lớn nhất từng được chế tạo. Vỏ ngoài, được làm bằng thép không rỉ có thành phần nickel, chrome cao, dày 8.5 mm, có khả năng chống rỉ tuyệt vời và mức phát xạ từ trường thấp giúp giảm nguy cơ bị phát hiện bởi các hệ thống Thám sát Bất thường Từ trường (MAD). Có một lớp rỗng 2 mét với lớp thép vỏ trong dày 50.8 mm.
Kursk là một phần của Hạm đội Biển bắc Nga, đã gặp phải tình hình cắt giảm ngân quỹ trong suốt thập niên 1990. Nhiều tàu ngầm của hạm đội phải nằm im chịu rỉ sét tại Vịnh Andreyeva, 100 km từ Murmansk. Công việc bảo dưỡng thiết bị, kể cả thiết bị tối cần thiết như tìm kiếm và cứu hộ, ít được chú ý tới. Các thủy thủ của Hạm đội Biển Bắc đã không được trả lương hồi giữa thập niên 1990. Cuối thập kỷ này, hạm đội bắt đầu hồi phục; năm 1999, tàu Kursk thực hiện một phi vụ trinh sát thành công tại Địa Trung Hải, bám theo Hạm đội Sáu của Hoa Kỳ trong cuộc Chiến tranh Kosovo. Cuộc thực hành huấn luyện tháng 8 năm 2000 là cuộc diễn tập mùa hè lớn nhất -chín năm sau khi Liên Xô sụp đổ - có sự tham gia của bốn tàu ngầm tấn công, tàu chỉ huy hạm đội Pyotr Velikiy ("Pyotr Đại đế") và một đội tàu nhỏ hơn.

## Vụ nổ
Tàu Kursk bơi ra biển để thực hiện diễn tập bắn ngư lôi giả vào chiếc Pyotr Velikiy, một tàu tuần tiễu lớp Kirov. Ngày 12 tháng 8 năm 2000 lúc 11:28 giờ địa phương (07:28 UTC), có một vụ nổ trong khi đang chuẩn bị phóng ngư lôi. Báo cáo đáng tin cậy duy nhất cho đến nay cho rằng nó bị gây ra do sai sót và vụ nổ của một trong những ngư lôi dùng hydro peroxide trên tàu Kursk. Mọi người tin rằng HTP, một hình thức hydro peroxide rất cô đặc được dùng làm chất đẩy cho thủy lôi, đã thấm qua chỗ rỉ trong vỏ ngư lôi. Một vụ việc tương tự đã làm mất chiếc HMS Sidon năm 1955.
Vụ nổ hoá chất với sức mạnh tương đương 100-250 kg TNT và tạo ra chấn động 2.2 trên thang Richter. Chiếc tàu ngầm chìm xuống độ sâu 108 mét (354 ft), khoảng 135 km (85 dặm) từSeveromorsk, tại 69°40′B 37°35′Đ / 69,667°B 37,583°Đ. Một vụ nổ thứ hai 135 giây sau vụ nổ đầu tiên ở mức 3.5 tới 4.4 độ Richter, tương đương với 3-7 tấn TNT. Một trong những vụ nổ đó đã thổi bay những mảnh vỡ lớn xuyên qua tàu ngầm.

## Các nỗ lực giải cứu
Dù những đề xuất cứu hộ đã được các đội của Anh và Na Uy đề xuất, mọi thủy thủ và sĩ quan trên tàu Kursk đều thiệt mạng. Ban đầu Nga đã từ chối những đề xuất trợ giúp. Lúc đầu Bộ hải quân Nga cho rằng hầu hết thủy thủ đoàn đã chết chỉ vài phút sau vụ nổ; tuy nhiên, những động cơ của tuyên bố này bị những nhà quan sát bên ngoài cho là có hơi hướng chính trị.
Trung uý Dmitriy Kolesnikov, một trong những người còn sống sót sau vụ nổ đầu tiên, đã ở trong khoang 9 ở phía đuôi tàu sau khi những vụ nổ đã phá huỷ phần phía trước. Các thợ lặn đã tìm thấy mảnh giấy có những dòng ghi chép trên cơ thể anh. Chúng cho biết rẳng 23 thủy thủ (trong số 118 người trên boong) đã đợi trong bóng tối cùng anh ta.
Đã có nhiều cuộc tranh luận về việc những thủy thủ đó có thể sống sót trong bao lâu. Một số người, đặc biệt từ phía Nga, cho rằng họ đã có thể chết rất nhanh chóng; nước được cho là đã rò rỉ vào tàu qua các trục chân vịt và ở độ sâu 100 m thì không thể chặn được nó lại. Những người khác chỉ ra rằng nhiều hộp hoá chất kali peroxide, được đùng để hấp thụ CO2 và nhả ra oxy, đã được tìm thấy ở tình trạng đã sử dụng khi khoang này được mở ra, cho thấy một số thủy thủ đã còn sống trong vài ngày.
Trớ trêu thay, các hộp này dường như là nguyên nhân gây ra cái chết; một thủy thủ có lẽ đã chẳng may để hộp tiếp xúc với nước biển, gây ra một phản ứng hoá học và gây cháy. Cuộc điều tra chính thức về vụ tai nạn cho thấy một số người có lẽ đã sống sót sau đám cháy bằng cách lặn xuống nước. (Các dấu hiệu của lửa trên tường cho thấy nước ngập ngang tới ngực ở khu vực thấp tại thời điểm đó). Tuy nhiên, lửa nhanh chóng đốt cháy hết số oxy còn lại trong không khí, khiến mọi người chết vì ngạt.
Trong khi thảm kịch tàu ngầm Kursk diễn ra ở vùng Biển Bắc, Tổng thống Nga khi ấy là Vladimir Putin, dù đã được thông báo ngay lập tức, đã đợi năm ngày trước khi ngắt quãng kỳ nghỉ tại nhà nghỉ của tổng thống ở Sochi trên bờ Biển Đen và lên tiếng về vụ việc gây mất mặt Hạm đội Biển Bắc này. Một năm sau ông đã nói: "Tôi có lẽ đã phải quay lại Moscow sớm hơn, nhưng không điều gì khác sẽ xảy ra. Ở Sochi và Moscow tôi đều nhận được lượng thông tin như nhau, nhưng từ một quan điểm khác tôi đáng ra đã phải thể hiện một số sự nóng ruột để quay trở về."

## Trục vớt
Một liên danh giữa các công ty Mammoet và Smit International của Hà Lan đã sử dụng xà lan Giant 4 và trục vớt thành công tàu Kursk cùng xác các nạn nhân, họ đã được chôn cất tại Nga – dù ba thi thể bị cháy xém quá mức không thể nhận dạng được. Sức nóng do vụ nổ đầu tiên tạo ra đã kích hoạt các đầu đạn trên thủy lôi 5 và 7 gây ra một loạt các vụ nổ đủ lớn để các cảm biến địa chấn địa lý trong khu vực ghi nhận được – và những vụ nổ thứ hai đó đã làm hư hại nặng con tàu.
Các quan chức Nga mạnh mẽ bác bỏ những tuyên bố rằng các tên lửa hành trình Granit có mang các đầu đạn hạt nhân, và không bằng chứng nào cho thấy điều đó. Khi một chiến dịch cứu hộ trục vớt tàu diễn ra năm 2001, có nhiều lo ngại rằng việc di chuyển xác tàu sẽ dẫn tới những vụ nổ, bởi vỏ tàu đã bị cắt đứt bằng một lưỡi cưa kiểu sợi cáp thép. Dụng cụ này có khả năng gây ra tia lửa có thể kích thích những túi khí dễ cháy, như hydro, trên tàu. Phần tàu Kursk được kéo lên đã được đưa về Severomorsk và được đặt trong một ụ khô nơi công việc khám nghiệm chi tiết được tiến hành.
Những phần còn lại của lò phản ứng hạt nhân trên tàu Kursk được kéo về vịnh Sayda phía bắc Bán đảo Kola Nga – nơi hơn 50 lò phản ứng hạt nhân khác đang nổi ở các bế tàu – sau khi một xưởng đóng tàu đã bỏ lò phản ứng ra khỏi tàu đầu năm 2003. Phần còn lại của con tàu sau đó đã được tháo dỡ.
Theo chương trình Trục vớt tàu Kursk trên truyền hình của Science Channel:
| “ | Tháng 6 năm 2002, Hải quân Nga đã trục vớt được một phần tàu ngầm Kursk. Ngay sau đó, chính phủ Nga đã điều tra vụ tai nạn và chính thức kết luận rằng một thủy lôi hỏng đã làm đắm tàu Kursk vào mùa hè năm 2000. | ” |